# Berend Alring
Berend Alring (Leer, 12 december 1754 - Sneek, 3 januari 1824) was een Nederlands politicus en voormalig burgemeester van Sneek.
Hij was de zoon van de doopsgezinde predikant Harmen Alring (1711-1757) en Grietje Waima (ca. 1715-1786). In  1768 huwde hij met zijn eerste vrouw Tjitske Mintjes Wouters (1753-1821). Na haar overlijden huwde hij in 1822 met de koopmansdochter Hinke Bakker (1772-1829). Hij overleed kinderloos. Alring was mennoniet en van beroep wijnhandelaar. Tussen 1814 en 1822 was hij burgemeester van Sneek en van 1814 tot 1823 was hij lid van de Gedeputeerde Staten van Friesland. Voor het departement Friesland was hij op 29 en 30 maart 1814 aanwezig bij de Vergadering van Notabelen. Zijn werk Nieuwe en opsigtelijk voetmaat en coupletten juiste vertaling van C.F. Gellerts Geestelijke Oden en Liederen is in handen van de Provinciale bibliotheek van Leeuwarden.